# Martin Špegelj
Martin Špegelj (Stari Gradac, 1927. november 11. – Zágráb, 2014. május 11.) horvát tábornok, a Horvát Köztársaság második honvédelmi minisztere, később a horvát hadsereg vezérkarának főnöke, majd főfelügyelője lett. Kiállt az újonnan létrejött horvát állam fegyverkezése mellett. A Horvát Köztársaság első elnökével, Franjo Tuđmannal való nézeteltérése 1992-ben a lemondásához vezetett, és a háború végén teljesen kilépett a politikából.

## Élete és pályafutása
Martin Špegelj 1927. november 11-én született a Pitomacsa melletti Stari Gradacban. Szülei a Horvát Parasztpárt támogatói voltak. A második világháború alatt partizán volt. Később Jugoszláv Néphadsereg (JNA) tábornoka lett, ahol magas beosztásokat kapott. 1982-től 1985-ig a Horvát Szövetségi Köztársaság területvédelmi parancsnoka, majd a 2. hadsereg parancsnoka volt. Az 1987-ben lezárult átszervezést követően,   a zágrábi székhelyű 5. katonai körzet parancsnoka volt.

### A rendszerváltás idején
Az első horvátországi választások után, 1990. augusztus 24-én ő lett a második horvát védelmi miniszter. Špegelj azon kevesek közé tartozott, akik megjósolták a háborút. A szlovén parancsnoksággal közösen haditervet készített mindkét ország számára arra az esetre, ha a JNA megtámadná őket. A háború előzményeként Szerbia kezdeményezésére a felkelő horvátországi szerbek a „balvan” forradalom néven ismert zavargásokba és terrorcselekményekbe kezdtek, amelyek során elutasították a demokratikusan megválasztott horvátországi hatóságokat. Mivel a JNA támogatta őket, Horvátország tehetetlen volt. A Špegelj fegyvervásárlási kampányt indított a feketepiacon, és fegyvereket importált a volt Varsói Szerződés országaiból, főként Magyarországról és Romániából.

### A Špegelj-szalagok
1991 januárjában a Belgrádi Televízió közzétett egy videót Špegeljnek a KOS jugoszláv katonai kémelhárító szolgálat titkos ügynökeivel folytatott beszélgetéséről. A felvételek tartalma kompromittáló volt az új horvát kormány számára, ugyanis a közzétett videón látható Špegelj és Boljkovac miniszteri tisztséget töltött be a kormányban. A Belgrádban közzétett szalagok az újonnan megalakult horvát állam támadását szolgálták, egyúttal a szerbek ellenállását is ösztönözték vele szemben. Špegelj azzal védekezett, hogy a szalagok teljes mértékben hamisítványok  de Stipe Mesić volt horvát elnök is megerősítette, hogy a Špegelj-szalagok hitelesek. Belgrád pert indított Špegelj ellen. A botrány következtében és attól tartva, hogy a JNA kezébe kerülhet, Špegelj Ausztriába menekült, majd Tuđman elnök 1991. július 2-án elmozdította a védelmi miniszteri posztról.

### Visszatérés Horvátországba
Körülbelül két hónap után visszatért Horvátországba, és 1991. július 30-án átvette a Horvát Köztársaság Belügyminisztériumának védnöksége alatt létrejött Nemzeti Gárda (ZNG) irányítását. Amikor 1991 júniusában Szlovéniában kitört a tíznapos háború, Špegelj egy közös védelmi tervet szorgalmazott (Špegelj-terv), amely szerint Horvátország megtámadja a JNA horvátországi katonai bázisait, és így beszáll a háborúba. Tuđman azonban visszautasította a konfrontációt, és nem értett egyet azzal, hogy Horvátország egy sokkal erősebb ellenséget támadjon meg, ezzel legitimitálva annak ellentámadását. A tervet végül szavazással elutasították, a megvalósítást csak Špegelj és Mesić támogatta. A JNA és Szerbia vezetése horvát támadást akart.
Ezért 1991. augusztus 7-én Špegelj lemondott a ZNG parancsnoki posztjáról, de továbbra is a Horvátország védelmét irányító horvát válságstáb tagja maradt. Ezután aktívan részt vett a döntő jelentőségű laktanyacsatákban, amelyeknek jelentőségét az ott megszerzett fegyverek adták, amelyek szükségesek voltak a további védelem megszervezéséhez. Szeptember 22-től Špegelj a Horvát Köztársaság védelmi főfelügyelője lett, ezt a posztot a leghevesebb harcok idején (tehát a vukovári csata idején, valamint a zágrábi, a belovári, a károlyvárosi, a fiumei, a spliti és az eszéki hadműveleti zónák létrehozása idején 1991 októberében, valamint az 1992. december 31-ig tartó érzékeny időszakban, amelyben létrejött a horvát hadsereg, amely már 1991 végén 63 dandárt állított fel) is betöltötte. 1992 elején a horvát hadsereg gyakorlatilag megszakítás nélküli háborús megszervezésének rendkívül nehéz munkájában kimerülve, és a horvát védelmi minisztérium nem kielégítő hozzáállása miatt Špegelj nyugdíjba vonult.

### A háború után őt ért kritikák
A háború után Špegelj hevesen bírálta Tuđman politikáját, háborús haszonszerzéssel vádolva. Tuđman halála után 2001-ben önéletrajzi könyvet adott ki, amelyben bírálta Tuđmant és pártját, a HDZ-t, valamint politikai lépéseit. Tuđmant a bosznia-hercegovinai horvátok támogatásával és állítólagos „szeparatizmusukkal” is vádolta, ami Špegelj szerint csak a bosnyákokkal kialakult konfliktushoz vezetett. A Tuđmannal rokonszenvező hadsereg pedig Špegeljt bírálta. Különösen Davor Domazet-Lošo tengernagy, aki szerint a szlovéniai háború 1990. június végén csak ürügy volt arra, hogy Horvátországot felkészületlenül rántsák a háborúba, ellentétben Szlovéniával, amely a jól felfegyverzett és szervezett területvédelemmel rendelkezett. Az SDP-SKH kormány viszont 1990. május 23-án közvetlenül a HDZ-többségű első parlament összehívásának napja előtt leszerelte a Horvát Köztársaság területvédelmét, és minden fegyvert átadott az ellenséges JNA-nak. Mindezt olyan helyzetben, amikor Szlovéniából számos JNA egység gyorsan és szervezetten érkezett át Horvátország legsűrűbben lakott területeire. Még a zágrábi, varasdi és károlyvárosi JNA harckocsiegységek is elhagyták laktanyáikat, és a horvát-szlovén határok felé vették az irányt. Domazet-Lošo és a hasonló gondolkodásúak szerint ebben a helyzetben Špegelj tervének megvalósítása egyenesen a JNA érdeke lett volna, amely egyúttal jogi fedezetet nyújtott volna a gyakorlatilag fegyvertelen horvátokkal szembeni nyílt háborúba lépéshez. Még jó, hogy Horvátország nem esett bele ebbe a csapdába.

## Fordítás
- Ez a szócikk részben vagy egészben  a   Martin Špegelj című angol Wikipédia-szócikk ezen változatának fordításán alapul.  Az eredeti cikk szerkesztőit annak laptörténete sorolja fel. Ez a jelzés csupán a megfogalmazás eredetét és a szerzői jogokat jelzi, nem szolgál a cikkben szereplő információk forrásmegjelöléseként.
- Ez a szócikk részben vagy egészben  a   Martin Špegelj című horvát Wikipédia-szócikk ezen változatának fordításán alapul.  Az eredeti cikk szerkesztőit annak laptörténete sorolja fel. Ez a jelzés csupán a megfogalmazás eredetét és a szerzői jogokat jelzi, nem szolgál a cikkben szereplő információk forrásmegjelöléseként.